# Balaš
Balaš (srednjeperzijsko 𐭥𐭥𐭣𐭠𐭧𐭱𐭩, Wardākhsh/Walākhsh) je bil od leta 484 do 488 kralj kraljev Sasanidskega cesarstva. Bil je brat in naslednik Peroza I. (vladal 459-484), ki je bil poražen in ubit v boju s Heftaliti.

## Ime
Balaš (perzijsko بلاش) je novoperzijska oblika srednjeperzijskega imena Vardāhš/Valahš (napisno pahlavsko 𐭥‎𐭥‎𐭣𐭠‎𐭧𐭱𐭩 , wrdʾḥšy, poznoknjižnopahlavsko gwlḥš-, Gulahš- in Gulāš-). Etimologija imena ni jasna. Ferdinand Justi je kljub temu predlagal, da je Valagaš, prva oblika imena, sestavljenka besed varəda - 'moč' in gaš ali geš - 'lep'.
Grški obliki njegovega imena sta Blases (Βλάσης) in Balas (Βάλας). 

## Vladanje
Leta 484 je bil Peroz I. (vladal 459–484) v spopadu s Heftaliti pri Balhu poražen in ubit. Njegova vojska je bila popolnoma uničena, njegovega trupla pa niso nikoli našli. V bitki so umrli tudi štirje njegovi sinovi in bratje. Pod heftalitsko oblast so prišla glavna sasanidska mesta v vzhodnem Horasanu: Nišapur, Herat in Merv. Suhra, član partske hiše Karen, ene od sedmih velikih hiš Irana, je hitro zbral novo vojsko in preprečil Heftalitom, da bi prodrli še globlje na iransko ozemlje. Za Perozovega naslednika so iranski magnati izvolili Perozovega brata Balaša.
Balaš si je takoj po prihodu na prestol prizadeval doseči mir s Heftaliti, za kar so morali Sasanidi plačati velik davek. O Balašu je znanega bolj malo, vendar ga vzhodni viri dojemajo kot blagega in strpnega vladarja. Bil je zelo strpen do kristjanov, kar mu je prineslo sloves med krščanskimi avtorji, ki so ga opisovali kot blagega in radodarnega monarha. Kljub temu se zdi, da je bil Balaš le figura dejanskega vladarja Sukre.
Ob objavi Perozove smrti so iranski plemiči iz sasanidske Armenije, vključno z uglednim plemičem Šapurjem Mihranom, odšli v sasanidsko prestolnico Ktezifon, da bi izvolili novega vladarja. To je Armencem pod vodstvom Vahana Mamikonjana omogočilo, da so razglasili neodvisnost Armenije od Sasanidov. Zaradi šibkega Irana Balaš ni mogel poslati vojske v boj proti upornikom in bil prisiljen z Armenci skleniti Nvarsaški sporazum. Sporazum je določal, da se v Armeniji uničijo vsi zaratustrski ognjeni oltarji, da se ne sme graditi novih, da imajo kristjani v Armeniji  svobodo veroizpovedi, da se spreobrnitve v zoratustrstvo ustavijo in a se spreobrnjecem v zoratustrstvo ne sme podeljevati zemlje. Iranski šah bi moral v Armeniji vladati osebno in ne prek guvernerjev ali namestnikov. Leta 485 je Balaš imenoval Vahana Mamikonijana za marzbana Armenije. 
Nekaj mesecev pozneje se je Balašu uprl Perozov sin po imenu Zarer. Balaš je s pomočjo Armencev upor zatrl, Zarerja pa ujel in ubil.
Leta 488 je bil Balaš, ki je bil med plemstvom in duhovščino nepriljubljen, po samo štirih letih vladavine odstavljen. Pri njegovi odstavitvi je igral glavno vlogo prav Suhra, ki je na Balaševo mesto postavil Perozovega sina Kavada I.

## Opomba
1. ↑  Heftaliti so bili skupina plemen, najpomembnejša med tako imenovanimi Iranskimi Huni.[4] V drugi polovici 5. stoletja so obvladovali Toharistan in domnevno tudi dele južne Transoksanije.[5]